# Vouvray (Ain)
Pour les articles homonymes, voir Vouvray.
Vouvray est une ancienne commune française du département de l'Ain. En 1973, la commune fusionne avec Ochiaz et Châtillon-de-Michaille sous la commune de Châtillon-en-Michaille.

## Toponymie
Le nom de Vouvray viendrait de Vabero, un ruisseau caché ou plus vraisemblablement de Vobero, au pied d'une forte pente. Cette toponymie est à rapprocher des Veurey, Vourey, Vovray, Vouvry.

## Histoire
Le 25 septembre 1929, la commune voisine de Bellegarde annexe le hameau du Ponthoud.
En 1973, la commune est absorbée avec Ochiaz par Châtillon-de-Michaille.

## Politique et administration

### Liste des maires
Les maires successifs de Vouvray sont listés dans le tableau ci-dessous.
| Période                                  | Période | Identité             | Étiquette | Qualité |
| ---------------------------------------- | ------- | -------------------- | --------- | ------- |
| 1794                                     | 1794    | Claude Dubuisson     |           |         |
| An IV                                    | An VI   | François Bouilliet   |           |         |
| An VI                                    | 1800    | François Dubuisson   |           |         |
| 1800                                     | 1811    | Antoine Levet        |           |         |
| 1811                                     | 1815    | François Bouilliet   |           |         |
| 1815                                     | 1821    | Antoine Levet        |           |         |
| 1821                                     | 1821    | Louis Jacquemet      |           |         |
| 1821                                     | 1825    | Claude Neyroud       |           |         |
| 1825                                     | 1840    | Anthelme Levet       |           |         |
| 1840                                     | 1843    | Louis Jacquemet      |           |         |
| 1843                                     | 1846    | Jean Dubuisson       |           |         |
| 1846                                     | 1848    | Anthelme Levet       |           |         |
| 1848                                     | 1855    | Jean Dubuisson       |           |         |
| 1855                                     | 1865    | Charles Neyroud      |           |         |
| 1865                                     | 1874    | Jean-Louis Clementin |           |         |
| 1874                                     | 1876    | Nicolas Colliex      |           |         |
| 1876                                     | 1878    | Anthelme Colliex     |           |         |
| 1878                                     | 1892    | Émile Salendre       |           |         |
| 1892                                     | 1903    | Ferdinand Dubuisson  |           |         |
| 1903                                     | 1912    | Émile Levet          |           |         |
| 1912                                     | 1925    | Anthelme Marinet     |           |         |
| 1925                                     | 1935    | Louis Dubuisson      |           |         |
| 1935                                     | 1944    | Henri Levet          |           |         |
| 1944                                     | 1945    | Robert Dubuisson     |           |         |
| 1945                                     | 1947    | Eugène Favre         |           |         |
| 1947                                     | 1953    | Robert Favre         |           |         |
| 1953                                     | 1965    | Robert Dubuisson     |           |         |
| 1965                                     | 1968    | Octave Bertrand      |           |         |
| 1968                                     | 1973    | Jean Dalin           |           |         |
| Les données manquantes sont à compléter. |         |                      |           |         |

## Population et société

### Démographie
L'évolution du nombre d'habitants est connue à travers les recensements de la population effectués dans la commune depuis 1793. Pour les communes de plus de 10 000 habitants les recensements ont lieu chaque année à la suite d'une enquête par sondage auprès d'un échantillon d'adresses représentant 8 % de leurs logements, contrairement aux autres communes qui ont un recensement réel tous les cinq ans,.

En 1968, la commune comptait 339 habitants, en évolution de +11,88 % par rapport à 1962 (Ain : +5,15 %, France hors Mayotte : +2,11 %).
| 1793 | 1800 | 1806 | 1821 | 1831 | 1836 | 1841 | 1846 | 1851 |
| ---- | ---- | ---- | ---- | ---- | ---- | ---- | ---- | ---- |
| 459  | 468  | 520  | 531  | 566  | 546  | 542  | 542  | 550  |

| 1856 | 1861 | 1866 | 1872 | 1876 | 1881 | 1886 | 1891 | 1896 |
| ---- | ---- | ---- | ---- | ---- | ---- | ---- | ---- | ---- |
| 506  | 467  | 476  | 492  | 443  | 495  | 465  | 475  | 481  |

| 1901 | 1906 | 1911 | 1921 | 1926 | 1931 | 1936 | 1946 | 1954 |
| ---- | ---- | ---- | ---- | ---- | ---- | ---- | ---- | ---- |
| 516  | 466  | 503  | 443  | 310  | 317  | 285  | 253  | 268  |

| 1962 | 1968 | - | - | - | - | - | - | - |
| ---- | ---- | - | - | - | - | - | - | - |
| 303  | 339  | - | - | - | - | - | - | - |

## Culture locale et patrimoine

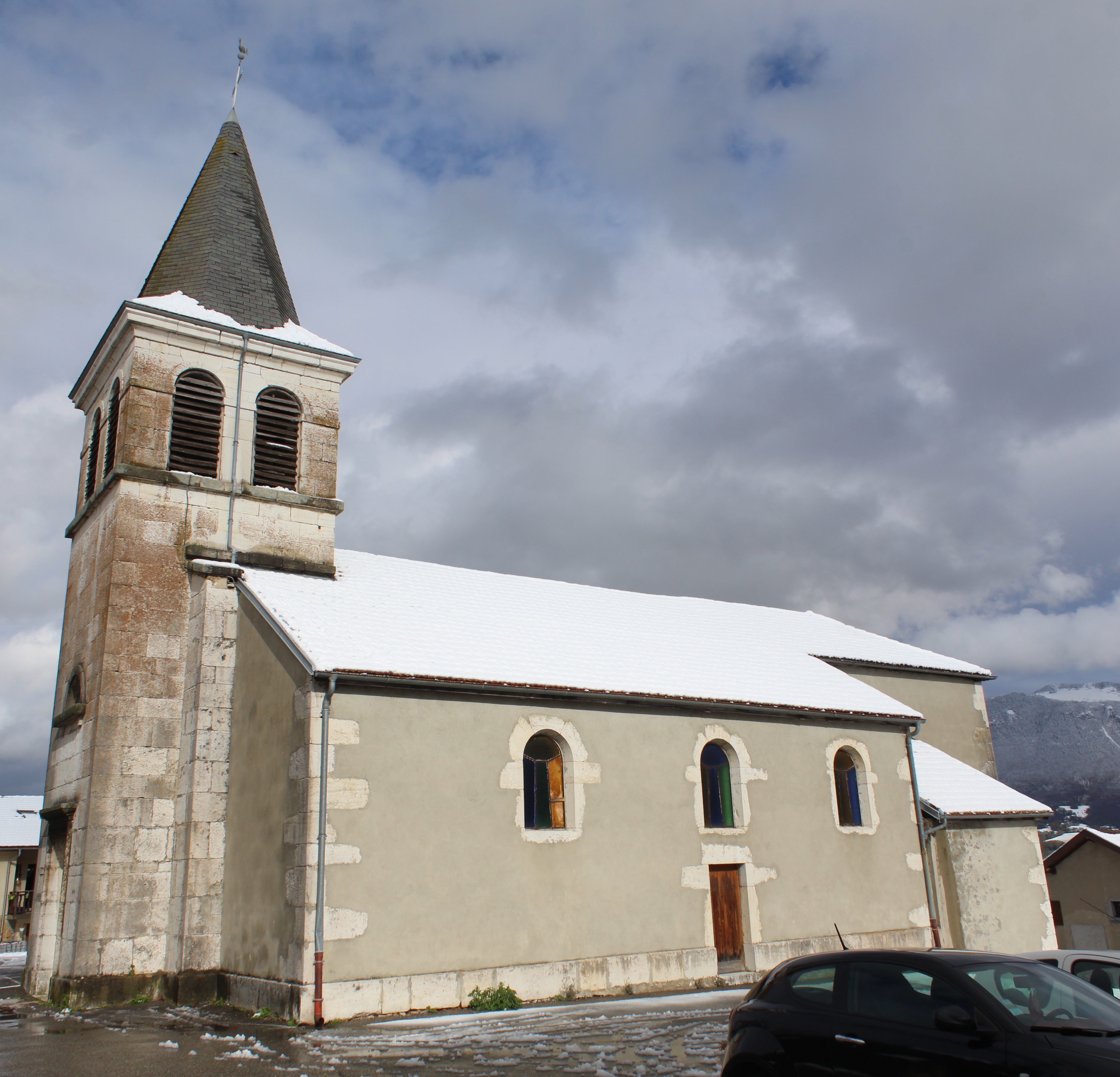
Église Saint-Paul.

### Lieux et monuments
- Église Saint-Paul, rue de la Cure.

## Pour approfondir